# نط الحبل

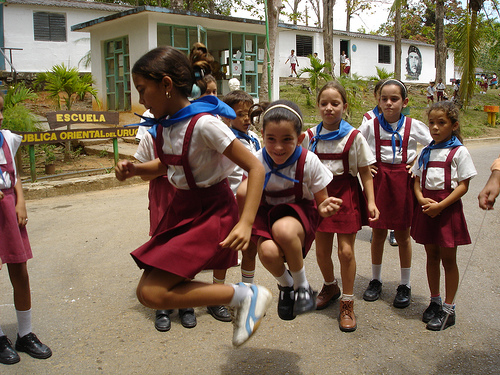
فتيات كوبيات يلعبن نط الحبل.

نط الحبل رياضة بسيطة تساعد على تشغيل كثير من عضلات الرجلين والبطن والخصر وإكسابها لياقة عالية وحرق الدهون بها. وتتعدد طرق نط الحبل وباختلاف الطريقة تختلف العضلات العاملة وهي رياضة مهمة لكثير من لاعبي الفنون القتالية.
أن وثب الحبل لاقى اهتماماً وعناية متزايدين في العديد من دول العالم، وقد طورت العديد من الشركات هذا النشاط لشدة الإقبال عليه وصنعت الحبال من أوزان مختلفة ومن مواد متينة وقوية وبألوان زاهية وبمقابض مزودة بعداد لحساب عدد مرات دوران الحبل الذي سهل كثيراً حساب عدد مرات التدريب
أن هناك أنواع متعددة من الحبال منها ما هو مصنوع من المطاط ويستخدم في التمرينات البنائية العنيفة، ونوع آخر من خيوط القطن أو الكتان وهو المستخدم عادة في تمرينات الوثب والمرجحة، وتعتبر الحبال من أهم الأدوات التي تستعمل في تمرينات الجرى والحجل والوثب والمرجحات وتساهم بقدر كبير في تحسين عمل الأجهزة الداخلية وخاصة التنفس، وكذلك تعمل على تنمية قوة الوثب عند اللاعبين وترقية عمل القدمين والساقين وزيادة التوافق العضلى العصبى كما تساعد على إتقان الحركات المركبة من الجرى والوثب والحجل.
أن الفضل يرجع إلى «جوتس موتس» و «فريدريش لودفيج يان» في إدخال الحبال ضمن الأدوات اليدوية في التمرينات، إذ قام «جوتس موتس» حوالى عام 1838 بكتابة فصل كامل لبعض التمرينات باستخدام الحبال في كتابه «مقدمة التمرينات الألمانية» ومنذ ذلك الوقت عم استخدام الحبال في التمرينات الغرضية في بعض الرياضات كالملاكمة وألعاب القوى، ولكن لم يتم استخدامه في التمرينات وخاصة في حركات الوثب والمرجحة إلا منذ عام 1920
ويلاحظ من يمارس رياضة نط الحبل بانتظام انها رياضة (بهذه الصفة) تصلح فقط للجسم السليم. وعدم مراعاة النظام عند ممارسة هذه الرياضة، وان الشخص العشوائي الذي يقفز بضع عشرة قفزة سريعة، فانها تتركه مبهور الانفاس ولا يستطيع الاستمرار. بينما مع مراعاة قليل من الصبر والمثابرة، فان أي شخص سليم البنية يستطيع اتقان هذه الرياضة. والتأكد من أن فوائدها تتجاوز مجرد حرق السعرات الحرارية ومنع تراكم الشحوم.
وفضلا عن ذلك فان رياضة نط الحبل يمكن اعتبارها أسهل على الجسم من الهرولة أو الجري لأن الشخص القافز على الحبل لا يكون ملزما برفع قدميه فوق الأرض رفعا كبيرا. كما ان النزول على القدمين معا وفي آن واحد، ومن هذه المسافة القصيرة يهون على الجسم عملية العودة إلى الارتطام بالأرض على قدم واحدة في كل خطوة، ففي هذه الحالة (نط الحبل) يتوزع وقع الهبوط على قدمين لا قدم بمفردها. لا هذا ولا ذاك سهل على شخص مصاب بالفصال العظمي Osteoarlhrits أو اذى غضروفي في الركبة أو الورك أو الظهر.
من ميزات نط الحبل ان هذه الرياضة لا تحتم على أي شخص يريد ممارستها ان ينتسب إلى صف خاص في أحد الاندية الرياضية إذ ان المطلوب من الشخص ان يكون لديه حبل خاص وحذاء للرياضة، وقليل من الحيز، فاذا ما توافرت لديه هذه الشروط فانه يكون قادرا على النط في أي مكان. كما ان الإنسان لا يستطيع الانتقال فورا من طور الاتكاء المريح على الاريكة إلى طور سباق 'الماراثون' فكذلك نط الحبل، يستدعي من الشخص المبتدئ مراعاة الامور التالية:
1 ـالحصول على التجهيزات الصحيحة: حبل وسطي الوزن ذو طول قابل للتقصير والتطويل حسب الطلب، ينتهي بمقبضين (محززين) للامساك القوي.
2 ـ ضرورة التحمية: البدء ببعض الحركات الرياضية البسيطة كالمشي أو المراوحة في المكان، يعقبها شيء من التمطيط.
3 ـ الاهتداء إلى المكان المناسب: البحث عن مكان منبسط، وحبذا لو كان ارضية خشبية.
4 ـ تقليد الحركات اولا قبل البدء بممارسة النط الحقيقي: فينبغي القيام ببعض الحركات (من دون حبل) التي تقلد العملية الفعلية، مثل الاسترخاء الجسماني والقيام بقفزات وهمية، ولابد اولا من مراعاة قصر المدة، 10 ثوان مثلا.
5 ـ عدم تعجل الامور: بمجرد البدء بالقفز، ياخذ النبض بالتسارع لذلك اطل مدة التمرين على دفعات إلى ان يشتد حماسك، بعد الانتهاء لا تقطع نشاطك فجأة، بل قم بالمشي في ارجاء المكان لمدة قصيرة، حتى تتباطأ دقات قلبك تدريجيا.
6 ـ المحافظة على ليونة الجسم: بعد الانتهاء من القفز بالحبل عليك بتدليك جسمك وخاصة ربلة الساقين (بطن الساقين).
القفزة الصحيحة ٭٭
القفزة الصحيحة ليست بالقفزات السريعة وانما عندما نقفز نحافظ على الهدوء واللعب باماكن فارغة واللعب الصحيح تكون بالقفزة الواحدة قفزتين متتاليتين.

## فوائد اللعبة
لها فوائد كثيرة وهي
1- نط الحبل لمدة 15 دقيقة (متفرقة) يعادل 30 دقيقة من الجرى وساعة من المشى في كمية السعرات الحرارية التي يتم انقاصها.
2- تعمل علي زيادة معدل ضربات القلب مما يؤدي إلي تحسين الدورة الدموية في الجسم.
3- كلما زادة كثافة التمرين سواء بزيادة وقت الممارسة أو العدد أو السرعة ترتفع اللياقة البدنية.